# Grupul celor șase
Grupul celor șase (în franceză:Les Six sau Le Groupe des Six) a fost un grup de șase compozitori de muzică cultă  ("clasică") din Franța, din care unul de cetățenie elvețiană (Arthur Honegger) care au activat împreună la sfârșitul anilor 1910 și începutul anilor 1920:Georges Auric (1899-1983), Louis Durey (1888-1979), Arthur Honegger (1892-1955), Darius Milhaud (1892-1974), Francis Poulenc (1899-1963),și Germaine Tailleferre (1892-1983).
Inspiratorii grupului au fost compozitorul Erik Satie și omul de litere, desenatorul și cineastul Jean Cocteau. Deși au scris vreme de circa cinci ani (1912-1916) în colectiv, fiecare și-a păstrat stilul său personal, datorită naturii creațiilor lor - bucăți și părți de lucrări separate.
Numele, care face o aluzie la Grupul celor cinci din Rusia isi are originea intr-un articol al criticului muzical Henri Collet, publicat  în revista Comoedia:" Les cinq Russes, les six Français et M. Satie ". (Cei cinci ruși, cei șase francezi și domnul Satie)

## Istoria

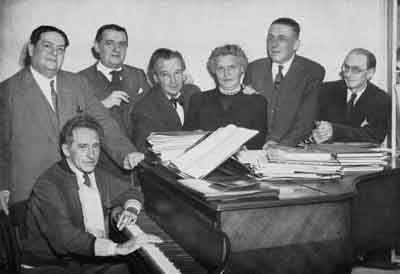
Grupul celor șase și Cocteau, fotografie. De la stânga la dreapta:șezând - Jean Cocteau, sus - Darius Milhaud; Georges Auric, Arthur Honegger, Germaine Tailleferre, Francis Poulenc, Louis Durey

Grupul s-a constituit, după Cocteau, prin 1916. 
Absolvenți proaspeți ai conservatorului, membrii săi obișnuiau să se întâlnească în anii războiului in zilele de sâmbătă, cel  mai adesea în locuința lui Darius Milhaud, înainte de plecarea acestuia în Brazilia sau la seratele de la Sala Huyghens, la chemarea lui Cocteau si a pictorului Émile Lejeune.
În ianuarie 1918 Cocteau și Satie au fondat Societatea Noilor Tineri (Société des Nouveaux Jeunes) care se reunea pe strada Rue du rocher 63 din Paris, cu participarea lui Auric, Durey, Honegger, Roland-Manuel, Tailleferre. Ei mai participau la cateva concerte organizate de Jane Bathori și Félix Delgrange
La Théâtre du Vieux-Colombier.
Dupa terminarea războiului și întoarcerea lui Milhaud, întâlnirile au continuat, alăturându-li-se și pianiștii Marcelle Meyer și Juliette Meerovitch,  cântărețul rus Kubițki, pictorii Marie Laurencin, Irène Lagut și Valentine Gross, scriitorii Lucien Daudet și Raymond Radiguet etc
Numele grupului a fost folosit de criticul și compozitorul Henri Collet după modelul Grupului celor cinci din Rusia în două articole pe care le-a publicat în revista Comœdia la 16 si 23 ianuarie 1920, intitulate Un livre de Rimsky et un livre de Cocteau - Les Cinq Russes, les Six Français et Erik Satie  
(„O carte de Rimski și o carte de Cocteau -Cei Cinci ruși, cei Șase francezi și Erik Satie”)  
și „Les « Six » Français : Darius Milhaud, Louis Durey, Georges Auric, Arthur Honegger, Francis Poulenc et Germaine Tailleferre”
În 1921 grupul se întrunea sâmbăta la cabaretul Au Bœuf sur le toit, care era frecventat si de tânărul compozitor american Virgil Thomson. În acel an Louis Durey l-a părăsit. 
Întâlnirile au încetat în 1923 după decesul lui Raymond Radiguet.
Asemanator cu compozitorii ruși din Grupul celor cinci la vremea lui, care și-au declarat intenția de a apăra specificitatea națională a limbajului muzical împotriva influențelor străine , muzica Grupului celor șase este considerată de către unii experți ca o reacție contra  wagnerismului tarziu (ca cel al lui Richard Strauss)  față de impresionismul ai căror reprezentanți de frunte au fost Claude Debussy și Maurice Ravel. (Pierre Paul Lakas)  de asemenea față de 
Diferit de  reacțiile de tip regerian, schönbergian, stravinskian, reactia celor sase se distinge prin folosirea de atonal, politonal, poliritmică, îngroșarea efectivelor orchestrale, nevoia de a simplifica trama , clarificarea discursului, decantarea expresiei, suflul unui curent de umor si pitoresc usor 

## Opera
Grupul celor șase a creat doar două creații colective:  
o culegere pentru pian - Album des Six și un balet - Căsătoriții Turnului Eiffel  
- Albumul celor șase (Album des Six) pentru pian (1920)
  - Prélude (Preludiu) (Auric),
  - Romance sans paroles (Romansă fără cuvinte)(Durey),
  - Sarabandă pentru pian (Honegger),
  - Mazurkă (Milhaud),
  - Vals (Poulenc),
  - Pastorală (Tailleferre) ;

- Căsătoriții Turnului Eiffel - balet - lucrare colectivă pe un text de Jean Cocteau, musica de Georges Auric, Arthur Honegger, Francis Poulenc, Darius Milhaud și Germaine Tailleferre, reprezentat  în premiera la 18 juin 1921  la Théâtre des Champs-Élysées
  - Uvertura « !4 Iulie »  (Auric),
  - Marș nupțial (Milhaud),
  - Discursul generalului (Poulenc),
  - La Baigneuse de Trouville (Femeia care se scalda din Trouville) (Poulenc),
  - Fugue du massacre (Fuga masacrului) (Milhaud),
  - Valse des dépêches (Valsul telegramelor) (Tailleferre),
  - Marș funèbre  sur la mort du Général (Honegger), (Marș funebru la moartea generalului)
  - Quadrille (Cadril) (Milhaud),
  - Trois Ritournelles (Trei riturnele)  (Auric),
  - Sortie de la noce  (Plecarea de la nuntă)(Milhaud).

Alte câteva compoziții necolective ale celor șase :
- Cinci Bagatele  (Auric) ;
- Sonată pentru violoncel  și pian (Poulenc) ;
- Scaramouche (Milhaud) ;
- Sonate pour violon seul (Honegger) ;
- Suite burlesque (Tailleferre).